# Om du stannar en stund
"Om du stannar en stund" är en svensk dansbandslåt från 1998, skriven av Tony Westland och Thomas Thörnholm.
Den spelades in första gången av Sannex och utgör tionde spår på bandets studioalbum Mr Dee Jay (1998). Andra gången låten tolkades var av Hedez 2000. Deras version finns utgiven på samlingsalbumen Aktuell musik 16 (2000), Millennium dansband 2 (2000) och Millennium dansband 4 (2001).
Hedez version låg elva veckor på Svensktoppen 3 juni–12 augusti 2000. Första veckan nådde låten plats fyra, vilket också blev dess främsta placering.